# Ariel Zeevi
Ariel Zeevi, né le 16 janvier 1977 à Bnei Brak, est un judoka israélien. Il a remporté la médaille de bronze aux Jeux olympiques de 2004 à Athènes dans la catégorie des moins de 100 kg (poids mi-lourds). Il a été par ailleurs quadruple champion d'Europe dans sa carrière, son dernier titre date de 2012. En 2007, l'Israélien réalise la performance de battre par ippon le poids lourds Keiji Suzuki lors du tournoi de Hambourg (double champion du monde et champion olympique dans la catégorie de poids supérieure). Médaillé de bronze européen, Zeevi est contraint de déclarer forfait pour les Mondiaux 2007 de Rio pour soigner une blessure à l'épaule.

## Palmarès

### Jeux olympiques
- Jeux olympiques de 2004 à Athènes (Grèce) :
  -  Médaille de bronze en moins de 100 kg (poids mi-lourds).

### Championnats du monde
- Championnats du monde 2001 à Munich (Allemagne) :
  -  Médaille d'argent en toutes catégories.

### Championnats d'Europe
| Catégorie / Année               | 1999 | 2001 | 2002 | 2003 | 2004 | 2005 | 2006 | 2007 | 2008 | 2012 |  |
| ------------------------------- | ---- | ---- | ---- | ---- | ---- | ---- | ---- | ---- | ---- | ---- |  |
| Moins de 100 kg Poids mi-lourds | 3e   | 1er  | 5e   | 1er  | 1er  | 2e   | 5e   | 3e   | 3e   | 1er  |  |

### Divers
- Principaux tournois :
  - 2 podiums au Tournoi de Paris (1er en 2004, 3e en 2008).
  - 2 podiums au Tournoi de Hambourg (2e en 2003, 1er en 2007).

- Juniors :
  -  Champion d'Europe juniors en 1995 à Valladolid (Espagne).
  -  Médaille de bronze à l'Euro juniors 1994 à Lisbonne (Portugal).